# Aeonium undulatum
Aeonium undulatum Webb & Berthel.  es una especie de planta fanerógama tropical con hojas suculentas del género Aeonium en la familia de las crasuláceas.

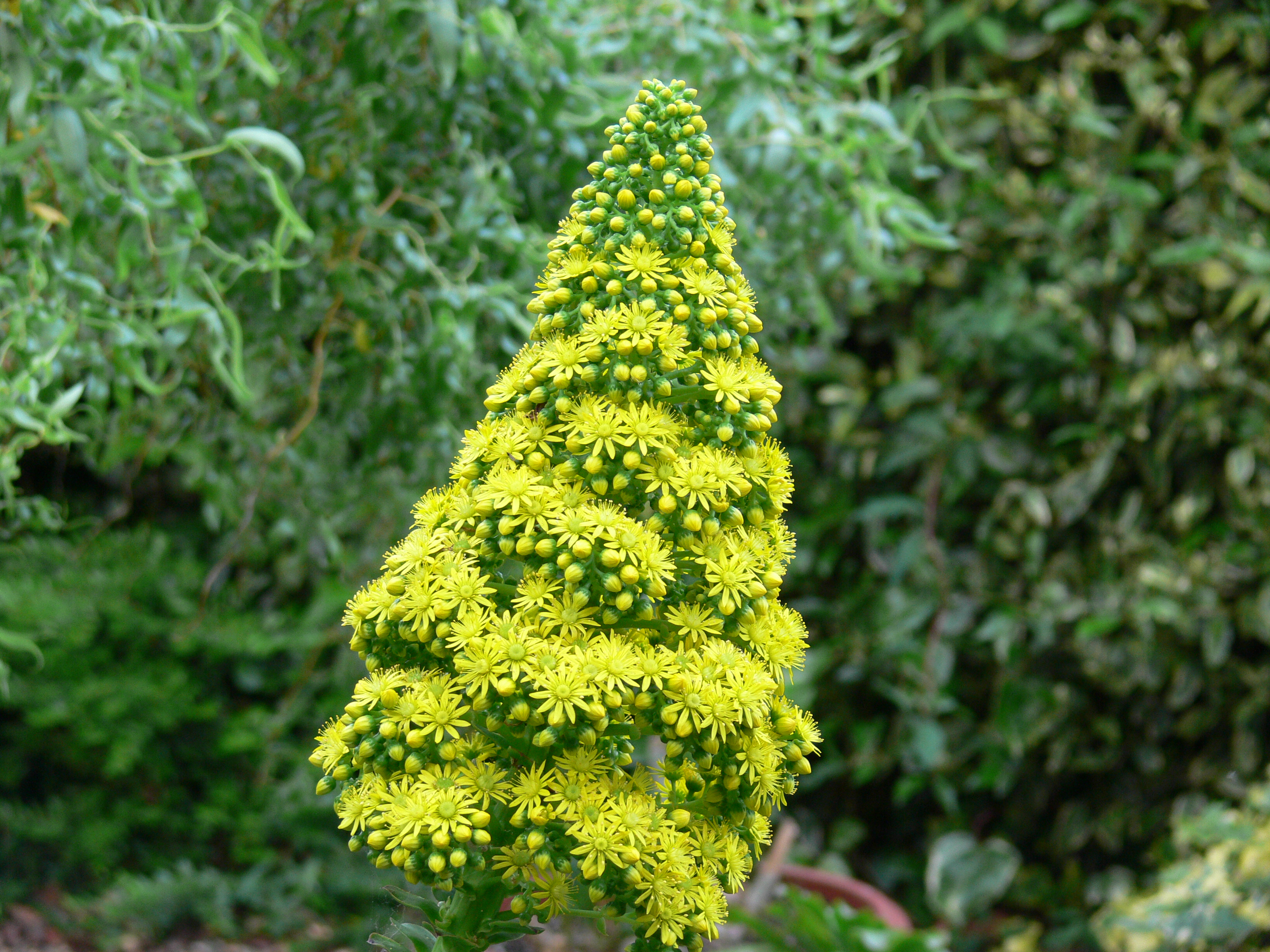
Inflorescencia

## Distribución geográfica
Aeonium undulatum es un endemismo de Gran Canaria en las Islas Canarias.

## Descripción
Pertenece al grupo de especies arbustivas con tallos no ramificados. Alcanza los 90 cm de altura y la roseta 30 cm de diámetro. Las flores, en una inflorescencia piramidal, son de color amarillo y las hojas son verdes y brillantes.

## Taxonomía
Aeonium undulatum fue descrita por Webb & Berthel.   y publicado en Histoire Naturelle des Îles Canaries 3(2:1): 197 (1841).
Etimología
Ver: Aeonium
undulatum: epíteto que procede del latín undula, que significa "onda", haciendo referencia a las hojas onduladas.
Sinonimia
- Sempervivum undulatum,
- Sempervivum youngianum[3]

## Nombre comunes
Se conoce como "oreja de abad u oreja de gato".